# سيزار أمبروزيني
سيزار أمبروزيني (بالإيطالية: Cesare Ambrosini)‏ (31 مارس 1990 في إيطاليا - ) هو لاعب كرة قدم إيطالي في مركز الدفاع. لعب مع نادي كومو وAC Renate ‏ وASD HSL Derthona ‏ وSS Tavolara Calcio ‏.

## وصلات خارجية
- سيزار أمبروزيني على موقع قاعدة بيانات كرة القدم.إي يو (الإنجليزية)
- سيزار أمبروزيني على موقع Soccerway.com (الإنجليزية)